# Селвола (Парма)
Селвола је насеље у Италији у округу Парма, региону Емилија-Ромања.
Према процени из 2011. у насељу је живело 47 становника. Насеље се налази на надморској висини од 992 м.